# Big Swole
Aerial Hull, mais conhecida como Big Swole, é uma lutadora profissional americana contratada pela All Elite Wrestling . Ela também atua no circuito independente, onde é a atual campeã do Phoenix of Rise.
Hull nasceu em Clearwater, Flórida . Ela foi para a Clearwater High School e serviu na Força Aérea dos Estados Unidos como mecânica de caminhão de bombeiros. Ela então começou seu treinamento de wrestling profissional na Carolina do Norte com George South .

## Carreira na luta profissional
Hull fez sua estreia no wrestling profissional em 2015. Ela fez uma aparição no Raw em agosto de 2016 como Aerial Monroe, durante o qual ela competiu contra Nia Jax em uma squach match. Ela então competiu no torneio Mae Young Classic 2018, onde foi derrotada por Zeuxis na primeira rodada. Em 10 de agosto de 2019, Hull derrotou Zoe Lucas para se tornar Phoenix of Rise Champion.
Em 31 de agosto, ela apareceu no All Elite Wrestling (AEW) sob o ring name Big Swole, competindo em um Casino Battle Royale com 21 mulheres no pré-show All Out . Em dezembro de 2019, a AEW anunciou que Big Swole havia assinado com a promoção. Depois de fazer várias aparições no Dark, Swole fez sua estréia no Dynamite em 11 de dezembro, durante a qual obteve uma vitória sobre Emi Sakura.. Em junho de 2020, ela começou uma rivalidade com Britt Baker, o que a levou a sequestrar Baker e jogá-la em uma lata de lixo durante um episódio de Dynamite; ela foi suspensa em julho por este ato. Swole derrotou Baker em uma luta Tooth and Nail, que foi gravada no consultório odontológico de Baker, em 5 de setembro no All Out.

## Vida pessoal
Hull se casou com o lutador profissional Cedric Johnson, mais conhecido como Cedric Alexander, em junho de 2018. O casal tem uma filha chamada Adessah.
Hull sofre da doença de Crohn.

## Campeonatos e conquistas
- Rise Wrestling
  - Phoenix of Rise Championship (1 vez, atual) [7]
  - Prêmio RISE de final de ano para lutador do ano (2019) - tied with Shotzi Blackheart [16]
- Shine Wrestling
  - Shine Tag Team Championship ( 1 vez ) - com Aja Perera[17]